# Климент (Коцомитис)
Митрополит Климент (греч. Μητροπολίτης Κλήμης в миру Дими́трий Коцоми́тис греч. Δημήτριος Κοτσομύτης; 1954, Aipeia municipality, Пелопоннес — 14 августа 2021, Магула) — епископ Элладской православной церкви, митрополит Перистерийский (2019—2021).

## Биография
15 августа 1984 года был пострижен в монашество, а 23 августа хиротонисан во иеродиакона.
1 мая 1985 года был хиротонисан во иеромонаха.
13 октября 2014 года состоялась его хиротония в сан епископа Мефонского, викария Афинской архиепископии.
20 марта 2019 года был избран митрополитом Перистерийским.
В июле 2021 года Священный синод иерархии Элладской православной церкви назначил митрополита Илийского Афинагора (Дикеакоса) экзархом Перистерийской митрополии в связи с болезнью правящего архиерея.
Скончался 14 августа 2021 года в центральной больнице Фриасио (Θριάσιο Νοσοκομείο) в Магуле.